# Radostowo (gromada)
Radostowo – dawna gromada, czyli najmniejsza jednostka podziału terytorialnego Polskiej Rzeczypospolitej Ludowej w latach 1954–1972.
Gromady, z gromadzkimi radami narodowymi (GRN) jako organami władzy najniższego stopnia na wsi, funkcjonowały od reformy reorganizującej administrację wiejską przeprowadzonej jesienią 1954 do momentu ich zniesienia z dniem 1 stycznia 1973, tym samym wypierając organizację gminną w latach 1954–1972.
Gromadę Radostowo z siedzibą GRN w Radostowie utworzono – jako jedną z 8759 gromad na obszarze Polski – w powiecie reszelskim w woj. olsztyńskim na mocy uchwały nr 25 WRN w Olsztynie z dnia 4 października 1954. W skład jednostki weszły obszary dotychczasowych gromad Radostowo, Studnica, Studzianka i Wilkiejmy ze zniesionej gminy Radostowo w tymże powiecie. Dla gromady ustalono 14 członków gromadzkiej rady narodowej.
1 stycznia 1959 powiat reszelski przemianowano na powiat biskupiecki.
31 grudnia 1967 z gromady Radostowo wyłączono część obszaru PGR Ustnik (25,76 ha) oraz część obszaru PGR Kalis (47,83 ha), włączając je do gromady Jeziorany w tymże powiecie.
Gromadę zniesiono 30 czerwca 1968, a jej obszar włączono do gromady Jeziorany w tymże powiecie.